# St Helier, Londres
St Helier é um condomínio residencial de casas de campo nos distritos londrinos de Merton e Sutton. A parte do condomínio ao norte de Green Lane e Bishopsford Road fica em Merton, o restante em Sutton.

## História
O local da propriedade de St. Helier está ligado a instituições de caridade de longa data desde o início do século XVII. Henry Smith (falecido em 1627) foi um cidadão rico e salteador de Londres que doou muito dinheiro às paróquias de Londres e Surrey durante sua vida e em seu testamento. Ele está enterrado na igreja paroquial de Wandsworth e acredita-se que tenha nascido em Wandsworth. Em 1617, ele doou £ 500 para a compra de terras em Carshalton, cujo aluguel era para sustentar os pobres de Wandsworth. Outro legado de £ 100 veio da Sra. Elizabeth Blackwell. Em 1814, as terras foram descritas como tendo pouco mais de 116 acres e contendo um prédio, celeiro e dependências. As Terras dos Pobres de Wandsworth ficavam em ambos os lados da Wrythe Lane, na parte mais ao sul da área da propriedade de St. Helier. Outro benfeitor local foi Christopher Muschamp, que morreu em 1660 e está enterrado em All Saints, Carshalton. Ele legou £ 200 para comprar terras, cujo aluguel anual serviria para a aquisição de estágios para duas crianças pobres nascidas na paróquia. Terras de pasto foram compradas de Henry Byne em Cannon Sheephouse Lane, hoje conhecida como Green Wrythe Lane. Assim como o vizinho Sutton Common, a maior parte da área permaneceu semi-rural até o início do século XX.
Embora tenha permanecido parte de Surrey até 1965, a propriedade foi construída entre 1928 e 1936 pelo Conselho do Condado de Londres como um conjunto habitacional para realocação de pessoas de áreas decadentes do centro de Londres. Foi projetada como uma cidade-jardim, com paisagismo do arquiteto paisagista Edward Prentice Mawson.
O desenvolvimento foi impulsionado pela inauguração da estação de metrô Morden em 1926 e da linha ferroviária de Wimbledon a Sutton em 1930, com uma estação em St. Helier. Esses serviços forneciam conexões rápidas com o centro de Londres para os moradores.

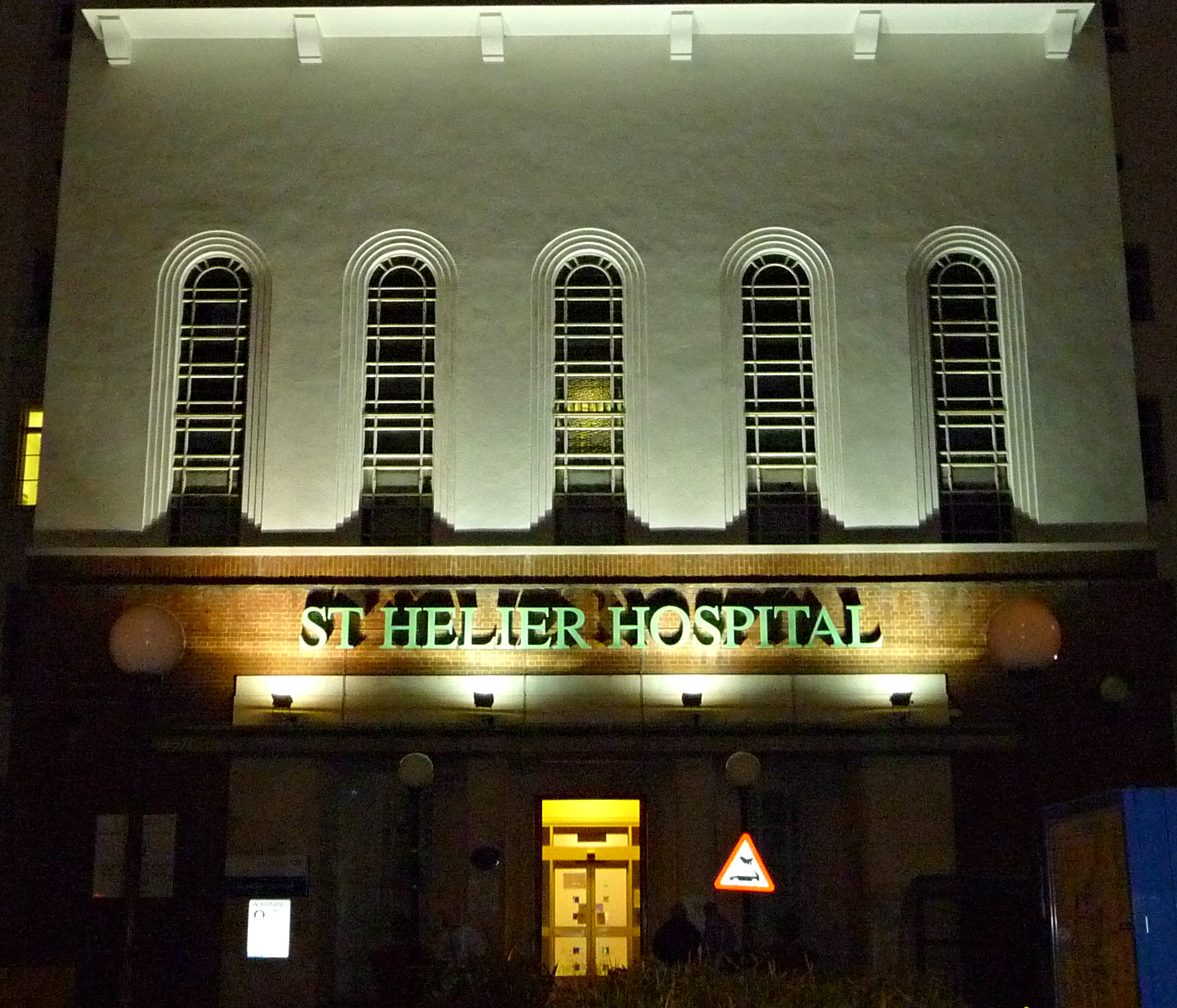
A entrada art déco do Hospital St. Helier iluminada à noite

A propriedade recebeu o nome em homenagem a Lady St. Helier, vereadora da LCC de 1910 a 1927. Era a segunda maior (depois da propriedade Becontree-Dagenham) de uma série de propriedades rurais "fora do condado" e se baseava nas ideias de Cidade-Jardim de Ebenezer Howard. A área anteriormente era composta em grande parte por campos de lavanda, os últimos remanescentes da famosa indústria de lavanda de Mitcham.
Em memória da propriedade histórica da área pela Abadia de Westminster, as estradas são nomeadas em ordem alfabética em homenagem aos mosteiros e abadias, começando no noroeste com Aberconway Road e terminando com Woburn Road no sudeste.
O imponente Hospital St. Helier foi inaugurado em 1938. John Major, primeiro-ministro do Reino Unido de 1990 a 1997, nasceu lá em 1943.
A Igreja Bishop Andrewes da propriedade, em Wigmore Road, foi projetada pelo arquiteto Geddes Hyslop em 1933.

## Hoje em dia
Atualmente, a propriedade das moradias no condomínio é dividida entre a iniciativa privada e a autoridade local, com muitas pessoas se beneficiando do programa de direito de compra desde a década de 1970. O hospital ainda exerce uma presença imponente no condomínio, tanto econômica quanto fisicamente. A maioria dos edifícios é original e muitos ainda são usados para seus propósitos originais. Há alguns aterros nos arredores, e o condomínio agora se funde com os subúrbios de Sutton, Carshalton e Morden.

## Lugares próximos
- Rosehill
- Benhilton
- Morden
- Carshalton
- Mitcham
- Sutton
- Sutton Common
- Wallington
- Beddington
- Hackbridge
- Lower Morden